# Водное поло на летних Олимпийских играх 2020 — квалификация
Квалификация по водному поло на летних Олимпийских играх 2020 проходит с 2019 по 2020 год. На играх смогут принять участие 22 команды (12 мужских и 10 женских).

## Квалифицированные команды

### Мужчины
| Турнир                              | Дата                         | Место проведения | Места | Команды                    |
| ----------------------------------- | ---------------------------- | ---------------- | ----- | -------------------------- |
| Принимающая страна                  | —                            | —                | 1     | Япония                     |
| Суперфинал Мировой лиги 2019        | 18 — 23 июня 2019            | Белград          | 1     | Сербия                     |
| Чемпионат мира 2019                 | 15 — 27 июля 2019            | Кванджу          | 2     | Испания Италия             |
| Панамериканские игры 2019           | 4 — 10 августа 2019          | Лима             | 1     | США                        |
| Океания                             | —                            | —                | 1     | Австралия                  |
| Африка                              | —                            | —                | 1     | ЮАР                        |
| Чемпионат Европы 2020               | 12 — 16 января 2020          | Венгрия          | 1     | Венгрия                    |
| Азиатские игры 2019                 | 25 августа — 1 сентября 2019 | Джакарта         | 1     | Казахстан                  |
| Олимпийский квалификационный турнир | 14 — 21 февраля 2021         | Роттердам        | 3     | Черногория Греция Хорватия |
| Всего                               |                              |                  | 12    |                            |

### Женщины
| Турнир                              | Дата                         | Место проведения | Места | Команды            |
| ----------------------------------- | ---------------------------- | ---------------- | ----- | ------------------ |
| Принимающая страна                  | —                            | —                | 1     | Япония             |
| Суперфинал Мировой лиги 2019        | 4 — 9 июня 2019              | Венгрия          | 1     | США                |
| Чемпионат мира 2019                 | 14 — 26 июля 2019            | Кванджу          | 1     | Испания            |
| Панамериканские игры 2019           | 4 — 10 августа 2019          | Лима             | 1     | Канада             |
| Океания                             | —                            | —                | 1     | Австралия          |
| Африка                              | —                            | —                | 1     | ЮАР                |
| Чемпионат Европы 2020               | 12 — 16 января 2020          | Венгрия          | 1     | Россия             |
| Азиатские игры                      | 16 — 21 августа 2018         | Джакарта         | 1     | Китай              |
| Олимпийский квалификационный турнир | 17 февраля — 21 февраля 2021 | Триест           | 2     | Венгрия Нидерланды |
| Всего                               |                              |                  | 10    |                    |